# Griseargiolestes metallicus
Griseargiolestes metallicus là loài chuồn chuồn trong họ Argiolestidae. Loài này được Sjöstedt mô tả khoa học đầu tiên năm 1917.

## Hình ảnh

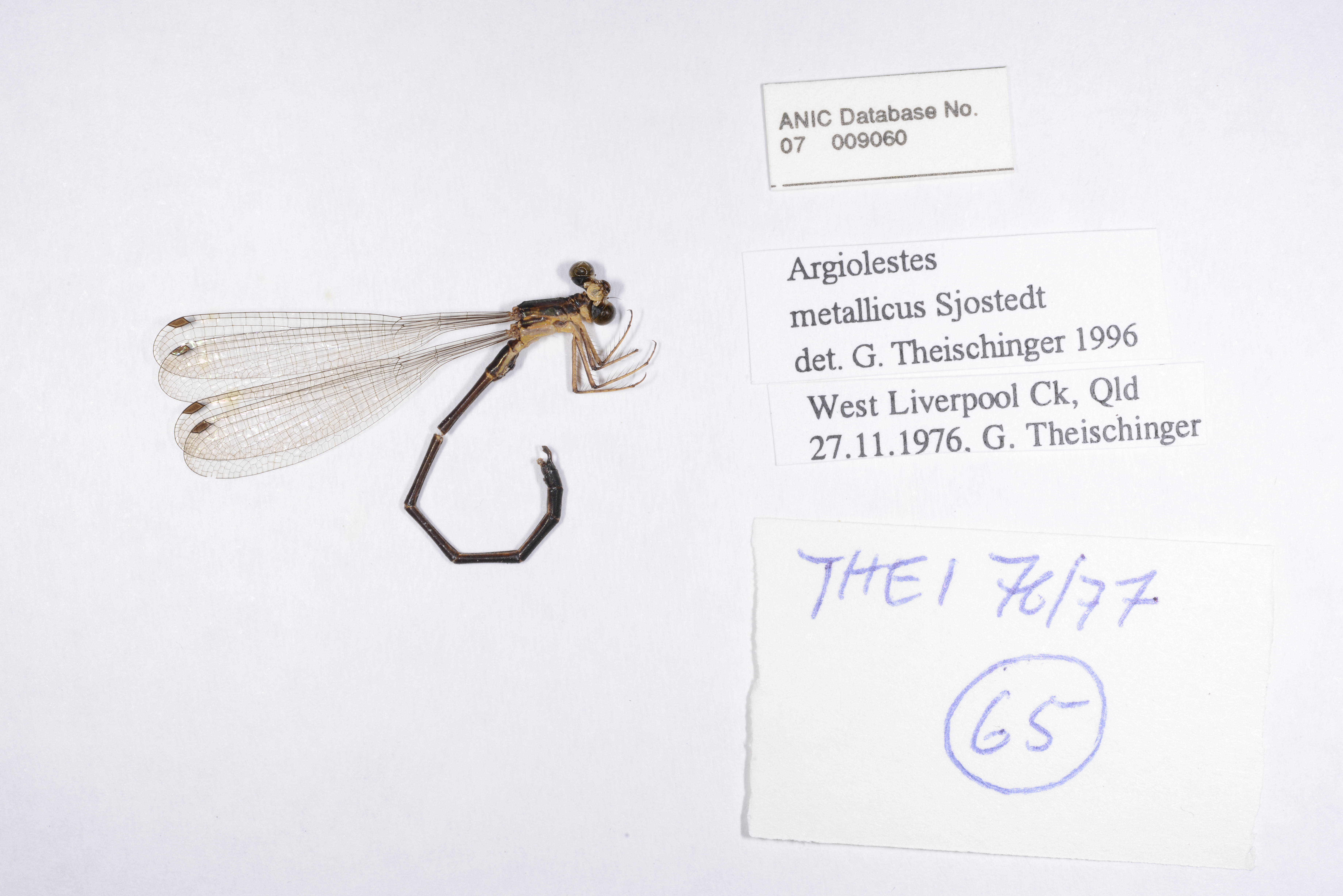